# Parque Almagro (métro de Santiago)
Parque Almagro est une station de la ligne 3 du métro de Santiago, située dans la commune de Santiago.

## Situation
Elle se situe entre Universidad de Chile au nord, en direction de Los Libertadores, et Matta au sud-est, en direction de Fernando Castillo Velasco.
Elle est établie sous l'intersection des avenues San Diego et Santa Isabel, près du parc Almagro.

## Historique
La station est ouverte le 22 janvier 2019, lors de la mise en service de la ligne 3.

## Service des voyageurs
La station possède un unique accès équipé d'un ascenseur.